# Pagig
Pagig är en ort och tidigare kommun i regionen Plessur i den schweiziska kantonen Graubünden. Pagig ligger i mellersta delen av Schanfiggdalen, på bergskedjan Hochwangkettes sydsluttning, cirka 500 meter ovanför Plessur-floden. 
2008 lades Pagig ihop med den östra grannen Sankt Peter till den nya kommunen Sankt Peter-Pagig, som i sin tur från och med 2013 ingår i kommunen Arosa, vars huvudort ligger drygt en och en halv mils körväg sydost om Pagig. Många arbetspendlar till kantonshuvudstaden Chur, som ligger en dryg mils körväg västerut.
Byn var rätoromanskspråkig fram till slutet av 1500-talet, då tyska språket helt tog över genom inflytande från walsertyskarna i byarna längre upp i dalen. Pagig har aldrig haft någon egen kyrka, utan socknat till Sankt Peter som blev reformert 1530. 